# Płoty
Płoty là một thị trấn thuộc huyện Gryficki, tỉnh Zachodniopomorskie ở tây-bắc Ba Lan. Thị trấn có diện tích 4 km². Đến ngày 1 tháng 1 năm 2011, dân số của thị trấn là 4035 người và mật độ 979 người/km².